# Berry Berenson
Berinthia "Berry" Berenson Perkins (født 14. april 1948, død 11. september 2001) var en amerikansk fotograf, skuespiller, og model og tidligere hustru til skuespilleren Anthony Perkins. Berry Berenson døde under angrebene den 11.september 2001 som passager på American Airlines' flynummer 11.

## Biografi

### Baggrund
Berinthia Berenson var yngste datter af Robert L. Berenson, en tidligere amerikansk diplomat, som var af litauisk jødisk afstamning, hans families oprindelige efternavn var Valvrojenski. 
Hendes mor var født komtesse Maria Luisa Yvonne Radha de Wendt de Kerlor, bedre kendt som Gogo Schiaparelli, en socialite af italienske, schweiziske, franske og egyptiske herkomst. 
Hendes mormor var den italienske fødede modedesigner Elsa Schiaparelli,,og hendes morfar var Grev Wilhelm de Wendt de Kerlor, en teosof og psykisk medie. 
Hendes storesøster, Marisa Berenson, er model og skuespiller.
I hendes anetavle findes også Giovanni Schiaparelli, en italiensk astronom, og kunsthistoriker Bernard Berenson (1865-1959) og hans søster Senda Berenson (1868-1954), der var en af de to første kvinder i Basketball Hall of Fame.

### Karriere
Efter en kort modelkarriere i slutningen af 1960'erne, blev Berenson freelance fotograf. I 1973 havde hendes fotografier været offentliggjort i LIFE, Glamour, Vogue og Newsweek.
Hun medvirkede i flere film, herunder blandt andet Cat People, med Malcolm McDowell. 
Hun spillede sammen med Anthony Perkins i 1978 filmen Remember My Name af Alan Rudolph og i 1979-filmen Winter Kills sammen Jeff Bridges

### Ægteskab
Den 9. august 1973, Cape Cod, Massachusetts, giftede Berenson sig med skuespilleren Anthony Perkins. De fik to sønner: Skuespilleren-musiker Oz Perkins (født 2. februar 1974) og folk / rock musiker Elvis Perkins (født 9. februar 1976). De forblev gift indtil Perkins død af aids den 12. september 1992.

### Død
Berenson døde i en alder af 53 den 11. september, 2001 om bord American Airlines' flynummer 11. Hun var på vej hjem til sit hjem i Californien efter en ferie på Cape Cod.